# Lost Country
 (срп. Изгубљена земља) јесте српска филмска драма из 2023. у режији Владимира Перишића.
Филм је премијерно приказан на Канском филмском фестивалу у оквиру програма Недеља критике.

## Радња
Приказује Србију 1996. године, током студентских демонстрација против режима Слободана Милошевића. Радња прати причу младог Стефана који пролази кроз сопствену револуцију, суочен са чињеницом да је његова мајка портпаролка и саучесница корумпиране власти против које устају његови пријатељи.

## Улоге
| Глумац            | Улога |
| ----------------- | ----- |
| Joван Гинић       |       |
| Јасна Ђуричић     |       |
| Миодраг Јовановић |       |
| Душан Валентић    |       |
| Борис Исаковић    |       |
| Лазар Коцић       |       |
| Ана Симеуновић    |       |
| Марија Шкаричић   |       |
| Павле Чемерикић   |       |
| Хелена Буљан      |       |
| Винко Краљевић    |       |
| Горан Навојец     |       |